# Arthraerua
Arthraerua je monotipski biljni rod iz porodice štirovki. Jedina vrsta je A. leubnitziae, namibijski endemski grm iz pustinje Namib.
Ključni izvor vlage ove biljke je magla, koja u sebi sadržava i čestice koje mogu sadržavati bitne hranjive tvari za biljke.

## Sinonimi
- Aerva desertorum Engl.
- Aerva leubnitziae Kuntze
- Ouret leubnitziae (Kuntze) Kuntze